# La Fugue (téléfilm)
Pour plus de détails, voir Fiche technique et Distribution.
La Fugue est un téléfilm français écrit par Olga Vincent et Mikaël Ollivier et réalisé par Xavier Durringer. Il est diffusé pour la première fois, en Suisse le 25 septembre 2020 sur RTS Un, puis en Belgique, le 25 octobre 2020 sur La Une et le 6 janvier 2021 en France sur France 2.

## Synopsis
Chloé vit avec sa mère, Jeanne, dans une famille recomposée. Son père est revenu récemment du Brésil. Adolescente, Chloé est de plus en plus renfermée et agressive. En confrontation une nouvelle fois avec sa mère, elle se voit confisquer son téléphone et fugue. Jeanne prévient la police mais avec 54 700 fugues signalées par année en France, soit 150 fugues par jour (1/3 des fugueurs ne sont pas retrouvés dans les 6 mois), la police ne peut tout mettre en œuvre pour retrouver Chloé. Jeanne enquête, elle-même, avec son ex-mari. Ils vont de surprise en surprise.

## Fiche technique
Sauf indication contraire ou complémentaire, les informations mentionnées dans cette section proviennent du générique de fin de l'œuvre audiovisuelle présentée ici.
- Titre original : La Fugue
- Réalisation : Xavier Durringer
- 1er assistant réalisateur : Clément Comet
- Scénario : Olga Vincent et Mikaël Ollivier, avec la collaboration de Xavier Pommereau
- Production : Ramona Productions, en coproduction avec France Télévisions, Be-Films et la RTBF, avec la participation de la RTS et de TV5 Monde, avec le soutien du Centre national du cinéma et de l'image animée
- Directrice de production : Catherine Puertas
- Producteurs : Olga Vincent et Jean-Pierre Alessandri
- Musique originale : Benoît Daniel et Olivier Bodin
- Photo : Tristan Tortuyaux
- Montage : Laurence Bawedin
- Consultant psychiatre : Dr Xavier Pommereau
- Costumes : Jürgen Doering
- Décor : Éric Durringer
- Pays d'origine :  France
- Langues originales : français
- Format : couleur
- Genre : drame psychologique
- Durée : 90 minutes
- Dates des premières diffusions :
  -  Suisse : 25 septembre 2020 sur RTS Un[2]
  -  Belgique : 25 octobre 2020 sur La Une[3]
  -  France : 6 janvier 2021 sur France 2
- Déconseillé aux moins de 10 ans

## Distribution
Sauf indication contraire ou complémentaire, les informations mentionnées dans cette section proviennent du générique de fin de l'œuvre audiovisuelle présentée ici.
- Valérie Karsenti : Jeanne, la mère de Chloé
- Samir Guesmi : Thomas, le mari de Jeanne
- Sagamore Stévenin : Éric, l'ex-mari de Jeanne, le père de Chloé
- Mayline Dubois : Chloé
- Alysson Paradis : Audrey, la sœur de Jeanne
- Roméo Mongault : Gaspard, le fils de Thomas
- Robin Migné : Ryan
- Prune Richard : Margaux, l'amie de Chloé
- Laurent Olmedo : Le principal
- Najeto Injai : Youssouf
- Mano Fernandez : Jonas
- Renaud Bouchery : Bouli, ami de Eric
- Jules Durringer : Surveillant collège
- Christian Drillaud : Antoine, le père de Jeanne
- Simon Thomas : Lieutenant Marchand
- Isa Mercure : Agnès, la mère de Jeanne
- Delphine Braillon : La Psy
- Sylvia Homewoo : Aminata, la mère de Youssouf
- Ganne Raymond : Brigadière chef
- Christophe Thuillier : Agent PJ
- Tony Zarouel : Réceptionniste hôtel
- Emmanuelle Escourrou : Dame foyer
- Laetitia de Fombelle : Sophie
- Jean Miez : SDF
- Anthony Pho : Homme coup de boule

## Production

### Tournage
Le téléfilm a été tourné à Paris et sa proche banlieue de décembre 2019 au 4 janvier 2020. 
Une psychiatre spécialisée dans l'adolescence en difficulté a accompagné les comédiens sur le tournage. Valéry Karsenti n'a pas rencontré de parents dans la même situation que son personnage car elle « ne [voulait] pas être surinformée ».

## Accueil critique
Moustique parle d'un « téléfilm prenant, tant par son intrigue que par les réalités qu'il rappelle ». Télépro salue la prestation de Valérie Karsenti, « bouleversante dans la peau de cette femme désemparée, puis combative ».